# Sciuro-hypnum printzii
Sciuro-hypnum printzii là một loài Rêu trong họ Brachytheciaceae. Loài này được (Kaal.) Ochyra & Stebel mô tả khoa học đầu tiên năm 2008.